# Bertrada z Laonu
Bertrada z Laonu, znana również jako Berta Wielka Stopa (ur. ok. 720 w Laonie, zm. 12 lipca 783) – córka Heryberta, hrabiego Laonu i Bertrady z Kolonii, błogosławiona Kościoła katolickiego, królowa Franków.
W 740 roku poślubiła Pepina Małego. Mieli kilkoro dzieci, ale tylko trójka z nich osiągnęła dorosły wiek: córka Gizela, która została zakonnicą, oraz dwaj synowie: Karol Wielki i Karloman. Po śmierci męża Bertrada resztę życia spędziła na dworze swojego syna, Karola. Została pochowana w bazylice św. Dionizego w Saint-Denis. 

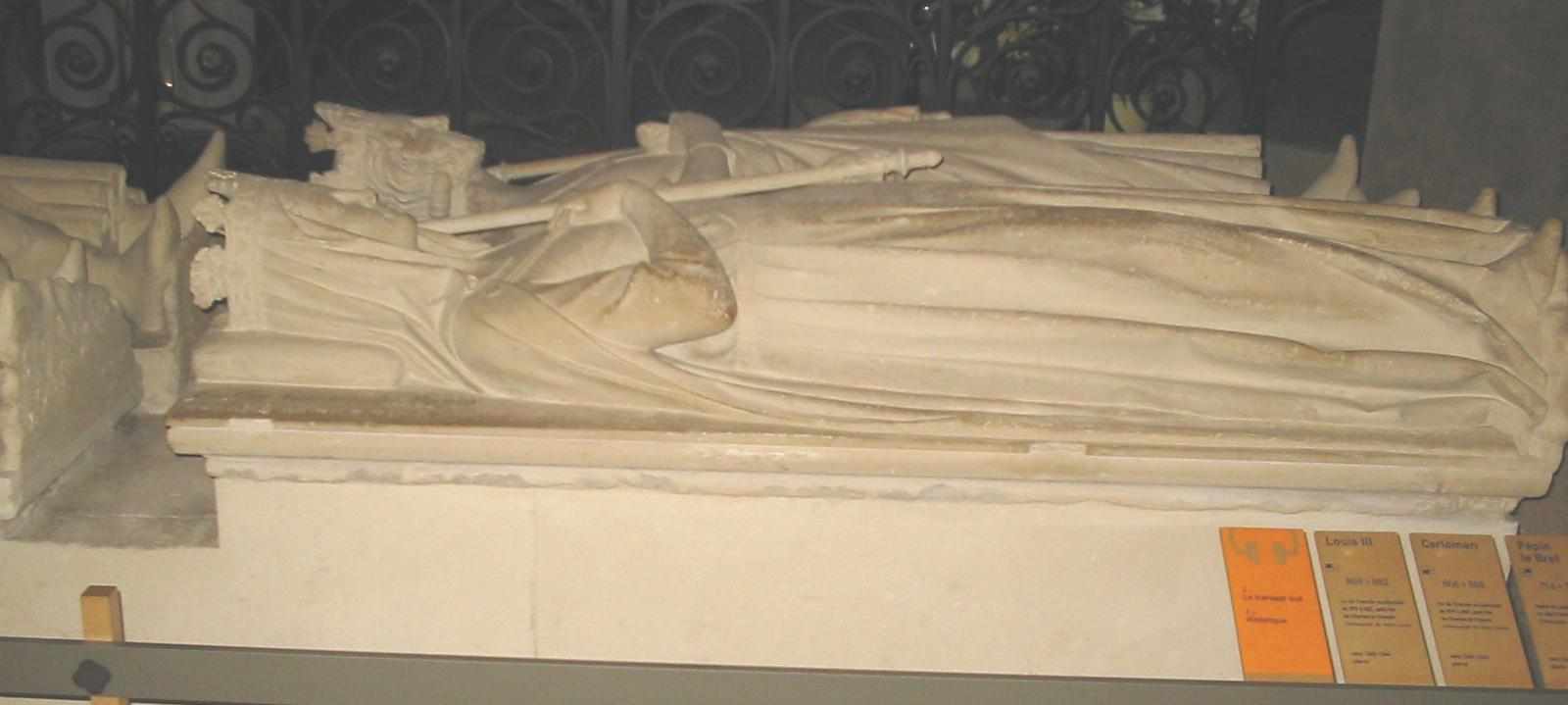
Grobowiec Bertrady z Laonu w bazylice w Saint-Denis.

Jej wspomnienie liturgiczne obchodzone jest lokalnie 24 marca.